# Johannes Brahms
Johannes Brahms (Hamburg, 7 mei 1833 – Wenen, 3 april 1897) was een Duitse componist, dirigent, organist en pianist.

## Leven

### Jeugd en opleiding
Brahms werd geboren in een sloppenwijk van Hamburg. Hij was de zoon van een muzikant die in cafés hoorn en contrabas speelde, en een kleermaakster. Zijn ouders zagen al snel zijn grote muzikale talenten en hij kreeg op zijn zevende jaar pianoles van Otto Friedrich Cossel. Toen hij tien jaar oud was, speelde hij de pianopartij in het pianokwintet opus 16 van Ludwig van Beethoven. Dit optreden werd bijgewoond door een Amerikaanse impresario, die veel geld bood voor een tournee in de Verenigde Staten van dit wonderkind. Onder druk van zijn pianoleraar, die bang was dat het talent zich door dit plan niet verder zou ontwikkelen, ging de tournee niet door. Johannes kreeg daarop gratis les van Eduard Marxsen, de beste pianoleraar van Hamburg.
Brahms moest, toen hij ongeveer dertien jaar was, om zijn ouders te steunen in hun voortdurende strijd tegen de armoede, populaire muziek spelen in kroegen en bordelen. Ondertussen las hij poëzie van onder anderen Novalis en Hölderlin om te ontsnappen aan het werk dat hem tegenstond. In deze periode arrangeerde en componeerde hij populaire salonmuziek voor piano-vierhandig: de manier in die tijd om amusementsmuziek in huiskamers ten gehore te kunnen brengen.
Op zijn vijftiende begon Brahms volksliedjes te verzamelen en te bewerken, en in 1851 kwam zijn eerste officiële werk tot stand, het Scherzo in es-klein (opus 4). Vlak daarna volgden zijn pianosonates in C (opus 1) en in fis-klein (opus 2): werken die Robert Schumann later zou kwalificeren als 'versluierde symfonieën'.

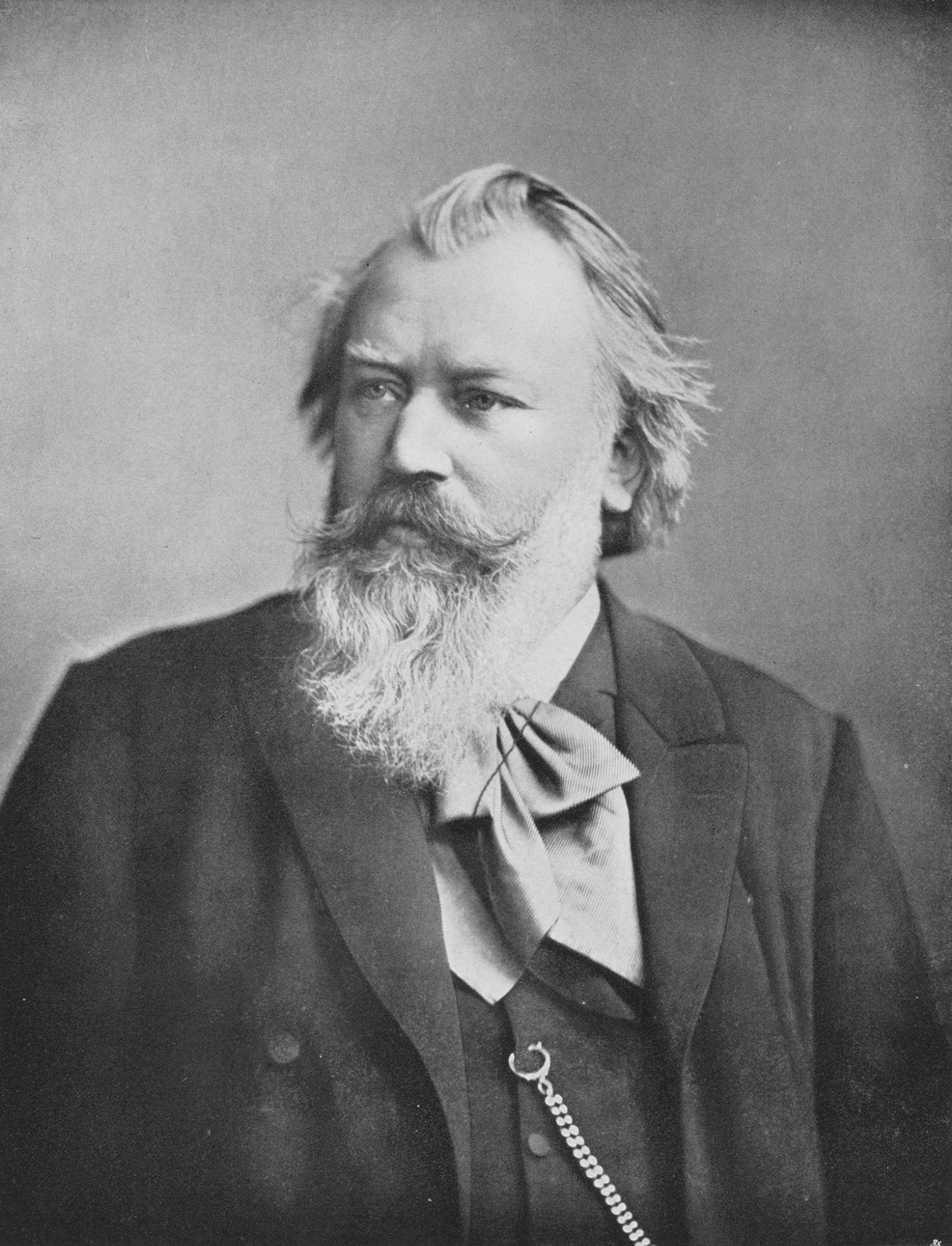
Johannes Brahms tegen het einde van zijn leven

In 1853 ging Brahms samen met de Hongaarse violist Eduard Reményi op tournee, waarbij hij in Düsseldorf Robert Schumann en diens vrouw Clara ontmoette. Dankzij de lovende kritiek van de zeer invloedrijke Robert Schumann was Brahms' naam gemaakt. Brahms maakte van nabij mee dat Schumann een eind aan zijn leven wilde maken door zich in de Rijn te werpen. Schumann werd in een kliniek opgenomen en stierf in 1856. Brahms bleef innig bevriend met Clara Schumann tot haar overlijden in 1896.
Brahms dirigeerde veel, voornamelijk zijn eigen muziek, maar ook muziek van Bach en veel koormuziek. In de jaren 1856 tot 1858 werkte hij in Detmold aan het prinselijk hoftheater. Hij dirigeerde daar het koor en soms ook het orkest. In die periode gaf hij pianolessen aan prinses Friederike, een zuster van vorst Leopold III van Lippe. Hij was in 1863 in Wenen dirigent van de Singakademie en gaf concerten met werken van Bach, Schumann, Beethoven en volksliederen in eigen bewerking.

### Klassieke traditie
In 1860 ondertekende Brahms, samen met Otto Grimm, Bernhard Scholz, Joseph Joachim, Eduard Hanslick en Theodor Billroth, een manifest tegen de Nieuwduitse muziek ("Neue Deutsche Richtung"), een stroming waarvan onder anderen Richard Wagner en Franz Liszt de grote figuren waren. Brahms en zijn medeondertekenaars maakten zich hiermee niet geliefd bij de modernisten. Hij voelde zich meer thuis in de klassieke traditie van Bach, Mozart, Haydn, Beethoven en Schubert. Het manifest is er mede de oorzaak van geweest dat Brahms de naam in de muziekgeschiedenis kreeg van een zeer conservatief componist te zijn. In zijn beroemd geworden essay Brahms The Progressive belicht Arnold Schönberg juist het radicaal-analytische in de muziek van Brahms. Schönberg zag wat gezien moest worden: dat het nieuwe zich bij Brahms verhuld manifesteert. Brahms is geen conventioneel, geen conservatief. In menig opzicht is Brahms wel degelijk vernieuwer. Zijn harmonische vondsten, zijn instrumentatiekunst, zijn manier van schijven voor het instrument piano (Händelvariaties en Paganinivariaties), maar bovenal zijn ritmiek (syncopen, polyritmiek en octaven met inliggende terts of sext) zijn zeer modern geweest in zijn tijd. In zijn korte pianostukken vallen reeds hier en daar impressionistische klanken te beluisteren. Brahms is geen meeloper met de algemeen aanvaarde soort vernieuwingsdrang die de Europese muziek in die tijd kenmerkte. In 1862 verhuisde hij naar Wenen. In Wenen raakte hij zeer bevriend met Johann Strauss Jr.. Brahms was zeer onder de indruk van Strauss’ kunst. Zijn Liebeslieder-Walzer Op.52 en Op.65 voor zang en quatre-mains piano zijn daar een voortvloeisel uit.
Na de dood van zijn moeder in 1866, een gebeurtenis die hem zeer aangreep, componeerde hij Ein deutsches Requiem, een oratorium, meer een soort van koorcantate, over lijden en troost. Voor dit gigantische muziekstuk maakte hij gebruik van teksten in de vertaling van Maarten Luther van de Bijbel, in plaats van de gebruikelijke Latijnse dodenmis. Brahms toont hiermee zijn enorme bijbelkennis. Hij had het stuk achteraf liever het Requiem van de Mens willen noemen. Delen van Ein deutsches Requiem werden op Goede Vrijdag in 1868 met groot succes opgevoerd in de Domkerk van Bremen. Het complete werk van zeven delen ging onder leiding van Carl Reinecke op 18 februari 1869 in première in het Gewandhaus in Leipzig. Na Ein deutsches Requiem componeerde Brahms onder meer Rinaldo, een ander groot muziekstuk voor koor en orkest, gebaseerd op teksten van Goethe.
In 1876 voltooide hij zijn eerste symfonie, een compositie waaraan hij meer dan twintig jaar had gewerkt. Deze symfonie kreeg in Wenen de bijnaam Beethovens tiende. Hoewel Brahms het aanvankelijk wel vleiend vond om als de erfgenaam van Beethoven te worden gezien, begon hij het later toch hinderlijk te vinden.

### Persoonlijk leven
In zijn latere jaren ondernam Brahms graag reizen naar Italië. Van de Italiaanse operastijl hield hij niet, maar tot de grootste composities ooit geschreven rekende hij wel het Requiem van Verdi. Na 1892 ontvielen hem verschillende van zijn beste vrienden: Hans von Bülow in 1894 en Clara Schumann, zijn beste en trouwste vriendin, in 1896. Een zwaar verlies voor hem persoonlijk. Bij haar begrafenis kwam Brahms te laat: een misrekening in de te nemen treinverbindingen.
Brahms was niet getrouwd, hij was als jonge man een paar keer hartstochtelijk verliefd geweest, in een van zijn liefdes teleurgesteld, en daarna vast besloten zich te wijden aan de muziek en niet aan een gezin. Herinneringen aan zijn eigen vrij jammerlijke jeugdjaren zullen bij dit besluit een rol hebben gespeeld.
Brahms wilde steeds de dingen die hij ondernam goed doen. Hij had ervaren dat voor een goede muzikale loopbaan reizen en trekken van eminent belang zijn, maar wist dat voor het onderhouden en doen opgroeien van een gezin ‘thuis zijn’ en ‘vader zijn’ eerste voorwaarden zijn. Hij koos vrijwillig voor een vrijgezellenbestaan ten gunste van zijn kunst.

### Tegenstelling

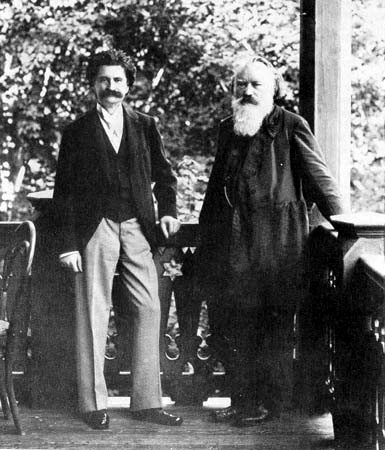
Johann Strauss jr. (links) met Johannes Brahms te Bad Ischl in 1894

Op symfonisch gebied werd Brahms in Wenen tegenover Anton Bruckner gesteld. Bruckner vertegenwoordigde volgens de 'Brahmsianen’ de 'wagneriaanse' symfonie. Brahms werd door de Bruckneraanhangers (onder anderen Gustav Mahler en Hugo Wolf) als conservatief bestempeld. Beide musici verschilden op alle vlakken van elkaar (behalve dat zij hetzelfde lievelingsgerecht gehad zouden hebben). Onbedoeld werden beide meesters mikpunt van elkaars tegenstanders. Overigens leed Brahms er minder onder dan Bruckner. In zijn overige drie symfonieën wist Brahms een veel persoonlijker stijl te vinden. Deze werken kwamen in veel kortere tijd tot stand dan zijn eersteling.
Brahms raakte door zijn successen in goeden doen, maar leefde altijd eenvoudig. Hij schonk geld aan veelbelovende musici, zoals Antonín Dvořák, en ondersteunde zijn familie en Clara Schumann. Mede door zijn botte manier van optreden maakte Brahms veel vijanden, maar hij had ook veel vrienden.
Brahms’ gezondheid was altijd voortreffelijk geweest, maar in de loop van 1896 begon hij zich minder goed te voelen. Mitchell Margolis speculeerde in een artikel uit 2000 in het Amerikaanse wetenschappelijke medische tijdschrift Chest dat Brahms mogelijk aan obstructieve slaapapneu leed.
Hij overleed, 63 jaar oud, op 3 april 1897 aan leverkanker in Wenen. Zijn begrafenis was een grootse gebeurtenis. Op de route naar de begraafplaats stonden duizenden mensen. De stoet werd geflankeerd door vlaggen en toortsen. De kist werd gevolgd door vele vrienden, onder wie Antonín Dvořák en Alice Barbi. Het gebouw van de Wiener Musikverein was behangen met zwarte doeken. Brahms' compositie Fahr wohl werd door de Singverein uitgevoerd. De laatste rustplaats van de componist is vlak bij die van Beethoven en Schubert. Ook Hamburg, zijn geboortestad, treurde: tijdens de begrafenis hingen daar de vlaggen halfstok.

### Manifest tegen de Nieuwduitse muziek
(De ondertekenaars maken in het manifest groot bezwaar tegen het feit dat het bekende Zeitschift für Musik van Franz Brendel als een soort van uithangbord fungeert voor de Nieuw-Duitse School (van Liszt en Wagner) en keer op keer verkondigt dat deze richting de enig zaligmakende is. Dit stuit hen erg tegen de borst, te meer omdat het blad in 1834 is opgericht door Robert Schumann, vriend en geestverwant van Brahms en Joachim.)
"Die Unterzeichneten haben längst mit Bedauern das Treiben einer gewissen Partei verfolgt, deren Organ die Brendelsche Zeitschrift für Musik ist. Die genannte Zeitschrift verbreitet fortwährend die Meinung, es stimmten im Grunde die ersten strebenden Musiker mit der von ihr vertretenen Richtung überein, erkennten in den Kompositionen der Führer eben dieser Richtung Werke von künstlerischem Wert, und es wäre überhaupt, namentlich in Norddeutschland, der Streit für und wider die sogenannte Zukunftsmusik, und zwar zugunsten derselben ausgefochten. Gegen eine solche Entstellung der Tatsachen zu protestieren, halten die Unterzeichneten für ihre Pflicht und erklären wenigstens ihrerseits, dass sie die Grundsätze, welche die Brendelsche Zeitschrift ausspricht, nicht anerkennen und dass sie die Produkte der Führer und Schüler der sogenannten ‘Neudeutschen Schule’, welche teils jene Grundsätze praktisch zur Anwendung bringen und teils zur Aufstellung immer neuer unerhörter Theorien zwingen, die dem innersten Wesen der Musik zuwider, nur beklagen und verdammen können".
Johannes Brahms, Otto Grimm, Bernhard Scholz, Joseph Joachim

## Werk
Brahms' oeuvre is zeer omvangrijk, hoewel veel ervan door de perfectionistische componist zelf is vernietigd. Hij schreef vier symfonieën, twee serenades en twee pianoconcerten (zie Pianoconcert nr. 1 en Pianoconcert nr. 2), een vioolconcert en een dubbelconcert voor viool en cello, ongeveer 330 liederen, kamermuziek (sonates voor viool, cello en klarinet; strijkkwartetten, -kwintetten en -sextetten; muziek voor piano solo), en hij bewerkte muziek van Händel, Schubert en Bach.
Brahms' muziek wordt gerekend tot de late romantiek, waarin veel volkse invloeden te vinden zijn. Tot zijn bekendere werken behoren de Hongaarse dansen en Ein deutsches Requiem.
Hoewel hij een van de laatsten der grote romantici was, was hij sterk georiënteerd op de classicistische stijl van de Eerste Weense School: Mozart, Haydn en Beethoven. Hij dweepte met Beethoven en Bach, geloofde in de conventionele vorm en structuur en was een tegenstander van de 'rebelse' Wagner en Liszt, en wat zij 'de muziek van de toekomst' noemden. Brahms is te beschouwen als de unieke schakel tussen het Weense klassieke tijdperk van het laatste kwart van de 18e eeuw (Haydn, Mozart Beethoven) en het neoclassicisme van het tweede kwart van de 20ste eeuw (Stravinsky, Hindemith, Bartok). Op latere leeftijd waagde Brahms het om te ontsnappen aan de classicistische conventies die hijzelf had aangehangen en met zijn composities bekrachtigd. Zo kreeg de finale van de vierde symfonie de vorm van een chaconne, ontleend aan een (vroege) cantate van J.S. Bach. Dit kwam hem uit eigen kring op forse kritiek te staan.

## Musea
Er zijn verschillende musea over het leven en werk van Brahms. In Duitsland staat in Lübeck het wetenschappelijke Brahms-Institut met vooral documentatiemateriaal, in Hamburg het Brahms-Museum, in Heide in Sleeswijk-Holstein het Brahms-Haus en in Baden-Baden nog een Brahms-Haus. In Oostenrijk staat verder nog het Brahms-Museum in Mürzzuschlag. Daarnaast is er in het Haydn-Haus in Wenen een kamer gewijd aan Brahms.